# Республиканская народная партия (Турция)
Республиканская народная партия (тур. Cumhuriyet Halk Partisi) — старейшая политическая партия Турецкой Республики, занимает левоцентристские и кемалистские позиции. Используется аббревиатура НРП (CHP). Шесть стрел на партийной эмблеме символизируют основоположные принципы кемализма: республиканизм, национализм, этатизм, популизм (народность), лаицизм (секулярность) и революционность.

## История
Партия была основана на Сивасском конгрессе как союз групп сопротивления вторжению Греции в Анатолию. 9 сентября 1923 года Народная партия официально провозгласила себя политической организацией и 29 октября 1923 года провозгласила Турцию республикой. 10 ноября 1924 было принято новое название Народно-республиканская партия, а в Турции до 1946 года установилась однопартийная система. Другие партии (Коммунистическая партия Турции, Либерально-республиканская партия, Прогрессивно-республиканская партия, Партия национального развития) в этот период рано или поздно оказывались вне закона.
Когда лидер РНП Исмет Инёню ввёл многопартийные выборы, его партия сумела победить на первых из них (в 1946 году), но уже на следующих (1950 года) потерпела поражение. Вернуться к руководству государства представители партии сумели лишь после военного переворота 1960 года, на выборах 1961 года несколько обойдя правоцентристскую Партию справедливости и сформировав с ней широкую коалицию.
В условиях кризиса РНП Бюлент Эджевит, выходец из левой интеллигенции, сумел реорганизовать Республиканскую народную партию из бюрократической в современную социал-демократическую партию, опирающуюся на рабочий класс и профсоюзы. В 1966 году на XVIII съезде РНП группа Эджевита, выступавшая под лозунгом «Левее центра», получила поддержку местных партийных организаций, а сам он был избран генеральным секретарем партии. В 1971 году он подал в отставку, протестуя против поддержки партией очередного военного переворота, однако это лишь способствовало росту его популярности и в 1972 году он сменил Инёню в качестве лидера РНП. В 1973 году его партия сформировала коалицию с Партией национального спасения исламиста Неджметтина Эрбакана, что противоречило светским установкам РНП. Однако Республиканская народная партия оставалась популярной, благодаря как её социальной политике, так и патриотическому подъёму в связи с вводом войск на Кипр для защиты местных проживавших на острове турок, и победила на выборах 1977 года с рекордным 41 % голосов.
РНП была запрещена вместе с прочими партиями в результате военного переворота 1980 года. Многие активисты партии оказались в тюрьмах, некоторые подвергались пыткам (например, видный представитель левого крыла депутат парламента Джелаль Пайдаш). Воссоздание партии под этим названием было запрещено военными, и сторонники РНР учредили новые партии — Демократическую левую партию (во главе с женой Эджевита), Народную партию и Партию социал-демократии (последние две объединились под началом Эрдаля Инёню). Под прежним названием РНП была восстановлена в 1992 году.
Из-за высокого электорального барьера (10 %) РНР в 1999 году не смогла попасть в парламент, зато в 2002 году стала одной из двух (наряду с правящей Партией справедливости и развития) прошедшей туда партией. Выступая в оппозиции к политике ПСР на всеобщих выборах 2007 года, НРП образовала коалицию с Демократической левой партией. Коалиция получила 20,8 % голосов избирателей, 112 членов стали депутатами парламента.
Многолетний лидер партии Дениз Байкал 7 мая 2010 года был неожиданно вынужден оставить свой пост по причине политического скандала, разразившегося в связи с обнародованием в интернете порочащего его достоинство видеоролика. На состоявшемся 22 мая 2010 года общенациональном конгрессе НРП был избран новый лидер партии — Кемаль Кылычдароглу.
На парламентских выборах 12 июня 2011 года партия получила 11 131 371 голосов (25,91 %) и 135 мест в парламенте из 550 (на 23 места больше, чем в парламенте прошлого созыва).
На парламентских выборах 7 июня 2015 года партия получила 11 518 139 голосов (24,95 %) и 132 места в парламенте.
На досрочных парламентских выборах 1 ноября 2015 года партия получила 12 111 812 голосов (25,32 %) и 134 места в парламенте.
На парламентских выборах 24 июня 2018 года партия получила 11 354 190 голосов (22,65 %) и 146 мест в парламенте.
Перед Конституционным референдумом 2017 года партия активно агитировала против принятия поправок к конституции, существенно увеличивавших властные полномочия президента Турции.

## Организационная структура
РНП состоит из провинциальных организаций (İl örgütlerinden), провинциальные организации из окружных организаций (İlçe örgütlerinden). Высший орган РНП — съезд (Kurultay), между съездами — партийный совет (Parti Meclisi), исполнительный орган — Центральный исполнительный комитет (Merkez Yönetim Kurulu), высший контрольный орган — Высший дисциплинарный комитет (Yüksek Disiplin Kurulu), высшие органы провинциальных организаций — провинциальные конгрессы (İl Kongresi), между провинциальными конгрессами — провинциальные исполнительные комитеты (İl Yönetim Kurulu), контрольный орган провинциальной организации — провинциальные дисциплинарные комитеты (İl Disiplin kurulu), высшие органы окружных организаций — окружной конгресс (İlçe Kongresi), между окружными конгрессами — окружные исполнительные комитеты (İlçe Yönetim Kurulu).

## Лидеры
- Кемаль Ататюрк (1923—1938)
- Исмет Инёню (1938—1972)
- Бюлент Эджевит (1972—1980)
- Дениз Байкал (1992—1995)
- Хикмет Четин (февраль — сентябрь 1995)
- Дениз Байкал (1995—1999)
- Алтан Оймен (1999—2000)
- Дениз Байкал (2000—2010)
- Кемаль Кылычдароглу (2010—2023)
- Озель Озгюр (с 2023)